# Théâtre-Lyrique

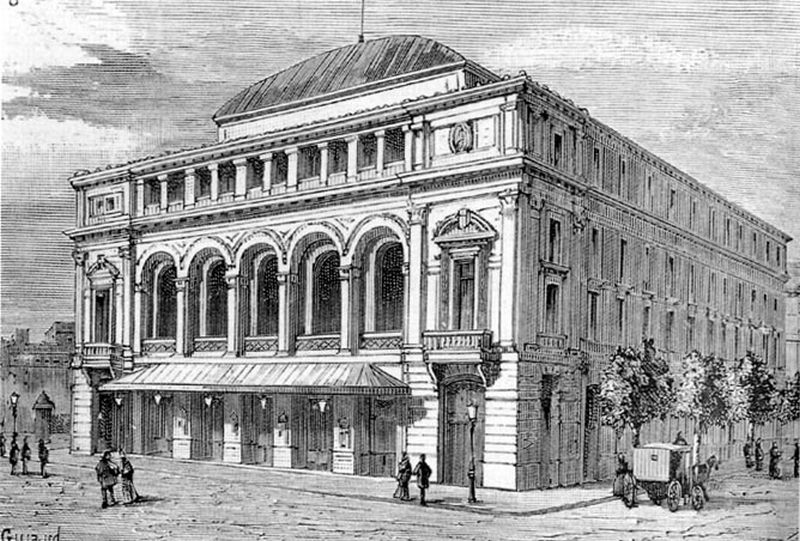
Théâtre-Lyrique (1863)

Théâtre-Lyrique je název bývalého operního divadla v Paříži. Divadlo s kapacitou 1700 míst bylo otevřeno v roce 1847 a uzavřeno roku 1863.

## Historie
Divadlo bylo otevřeno na Boulevardu du Temple (dnešní Place de la République č. 10) za podpory spisovatele Alexandra Dumase a Antoina Orleánského (1824-1890), syna Ludvíka Filipa, 20. února 1847 pod názvem Théâtre-Historique dramatizací Dumasova románu Královna Margot. Architektem budovy byl Pierre-Anne de Dreux. Politické události po revoluci 1848 však vedly k úpadku divadla, který byl vyhlášen 20. prosince 1850.
27. září 1851 Edmond Seveste, jehož rodina vlastnila několik významných divadel v Paříži, obnovil divadlo pod názvem Opéra-National, kde umožnil realizaci mladým začínajícím autorům, kteří se nemohli prosadit v tradičních operních domech Académie royale de musique a Opéra-Comique. V roce 1852 bylo divadlo přejmenováno na Théâtre-Lyrique. V divadle byly uváděny hry skladatelů jako Charles Gounod, Adolphe Adam, Aimé Maillart, Albert Grisar, Victor Massé nebo Georges Bizet.
Na začátku 60. let 19. století byla budova vyvlastněna kvůli stavbě náměstí Place de la République v rámci modernizace Paříže vedené baronem Haussmanem. Soubor proto přesídlil do nové budovy na Place du Châtelet, ale bylo natrvalo uzavřeno 21. října 1863. Na místě původního divadla vznikly obchody architekta Gabriela Daviouda, dnes zde sídlí hotel Crowne Plaza Paris République.